# Juan Maurín
Juan Bautista Nicolás Maurín (San Juan, 1880 - Buenos Aires, 1953) fue un político argentino, que ejerció como gobernador de la provincia de San Juan entre 1934 y 1938.

## Biografía
Era hijo de Juan Estanislao Maurín, político conservador, que ejerció como diputado y senador nacional, y que llegó a ser un importante productor vitivinícola, con incluían grandes extensiones de tierra en Pocito y una bodega en Caucete. En 1902 fue candidato a gobernador, en unas elecciones muy violentas, en que un tiroteo dejó al menos siete muertos; la derrota lo obligó a cargar con la culpa de las muertes y a partir al exilio. Falleció en 1905.
Su hijo había abandonado sus estudios secundarios en Buenos Aires para hacerse cargo de las empresas familiares cuando su padre había sufrido un infarto. En 1906 se casó con Victorina Navarro, hija del político Secundino Navarro, que le aportó importantes vínculos políticos y una mayor extensión de tierras. Junto con los conservadores y el radicalismo yrigoyenista, ambos formados por  grandes viñateros y bodegueros llevaron adelante sabotajes contra el gobierno de Cantoni.
En 1907 fue elegido diputado provincial, más tarde fundó la Sociedad Agrícola de San Juan y construyó el primer frigorífico. Durante la década de 1920 se dedicó a la política, y enfrentó la política del gobernador Aldo Cantoni, protestando por los altos impuestos y por las políticas sociales, siendo uno de los fundadores de la Liga de Defensa de la Propiedad, el Comercio y la Industria. En 1934 formó parte de un grupo reducido de conservadores nacionalistas al mando de Oscar Correa Arce que pergeñaban derrocar a los Cantoni medio las armas. Si bien nunca pudo establecerse la complicidad de la Nación en el alzamiento, la demora de la intervención de las fuerzas armadas que el gobierno de Cantoni reclamaba en ese momento generó suspicacias.
En febrero de 1934 fue uno de los líderes de la sangrienta revolución que terminó con el gobierno de Federico Cantoni, en la cual participaron otros dirigentes conservadores como Santiago Graffigna y Horacio Storni. Meses antes, el 21 de febrero de 1934, Maurín había sido uno de los protagonistas de la revolución que derrocara al gobernador cosntitucional Federico Cantoni fotografiándose con golpistas mayoritariamente del Partido Demócrata entre ellos Oscar Correa Arce, Santiago Graffigna, Carlos y Honorio Basualdo, Horacio Storni y Alejandro Cambas, armas en mano y bolsas para balas sostenidas con bandoleras. Cuando subió Cantoni sonó el primer disparo. Enseguida el coche de Cantoni fue acribillado a balazos. Pero continuaron algunos metros. A mitad de cuadra, entre Rivadavia y Laprida, Tourres hizo detener la marcha y revólver en mano bajó a la calzada. Inmediatamente fue alcanzado por numerosos disparos que le acribillaron el cuerpo.
El golpe provincial terminó con la intervención federal decretada por el presidente Justo, que había apoyado el alzamiento armado proporcionó al conservadurismo abundantes medios económicos y ayuda policial para lograr la victoria. Los candidatos conservadores, Juan Maurín y Oscar Correa Arce, lograron una cómoda victoria en las elecciones del 22 de julio y consiguieron una muy amplia mayoría en la Legislatura. En esas elecciones fue elegida la primera legisladora de la Argentina, Emar Acosta. Dichas elecciones fueron calificadas como ampliamente de fraudulentas, utilizándose como mecanismo el fraude patriótico, entre ellos: el voto de personas fallecidas, la adulteración de las actas de elección, las urnas preñadas de votos, el uso del Ejército para obligar a votar públicamente de forma no secreta a los candidatos de Maurín, doble voto, y quema de alrededor de 350 urnas donde ganó el bloquismo etc.  

Si bien era un decidido conservador, enemigo de las políticas sociales de la Unión Cívica Radical Bloquista, logró sostenerse en una situación política muy convulsionada. Sus abundantes contactos en Buenos Aires le permitieron obtener abundante ayuda del gobierno nacional, de modo que logró solucionar la crisis financiera y hacer abundante obra pública; construyó los primeros puentes carreteros sobre el río San Juan. El presidente Justo visitó la provincia, con lo que San Juan accedió a nuevas ayudas financieras.
También se construyeron caminos entre las localidades de la provincia, y se construyó el Palacio Municipal de la Capital y el Museo de Bellas Artes. Bajó los impuestos, extendió la educación primaria, creó algunas bibliotecas. Fue el representante local de la llamada Década Infame, etapa de la historia argentina se caracterizó por la ausencia de la participación popular, fraude electoral, la persecución a la oposición, la tortura a los detenidos políticos, la creciente dependencia del país y la proliferación de los negociados espurios. Accedió al gobierno mediante el control total de las mesas de votación y  sistemáticas  violaciones al derecho de sufragar de oponentes, grupos estudiantiles y clases más bajas, fuente del poder electoral del partido bloquista.
Los conservadores, que habían llegado al poder por medio de una revolución, no supieron mantenerse unidos: Graffigna atacó sistemáticamente al gobernador desde el diario Tribuna, mientras en diario La Acción sostenía su accionar político. El resultado fue la división del partido gobernante en dos, de modo que todo indicaba que el triunfo les sería arrebatado por los bloquistas; el presidente Roberto M. Ortiz solucionó el problema interviniendo la provincia en abril de 1938.
San Juan permanecería intervenida por otros cuatro años, hasta que el entonces presidente, Ramón S. Castillo, logró asegurar la victoria conservadora. Maurín no volvió a intervenir en la política en forma activa, aunque fue un ferviente opositor del peronismo.
En 1953, una congestión pulmonar obligó a una peligrosa intervención quirúrgica de urgencia, tras la cual fue trasladado a Buenos Aires, donde falleció en octubre de 1953.